# Liga a III-a 2011-2012
Liga a III-a 2011-2012 a fost al cincizeci și șaselea sezon al Ligii a III-a, al treilea eșalon al sistemului fotbalistic românesc. Competiția va începe la 19 august 2011 și se va încheia la 1 iunie 2012.
Inițial se hotărâse reducerea numărului de echipe participante, din fiecare serie, de la 16 la 14, dar având în vedere că Statutul FRF, aprobat în Adunarea Generală din data de 9 mai 2011, nu a intrat în vigoare, FRF va aplica în sezonul 2011/2012 același regulament ca în sezonul anterior. Promovarea în Liga a II-a va fi obținută de câștigătoarele celor șase serii, iar de retrogradat în campionatele județene vor retrograda echipele de pe locurile 14-16 și trei echipe de pe locul 13, în total 21 de echipe. Pentru a stabili echipele de locul 13 ce va retrograda, se va întocmi un clasament special ce va cuprinde rezultatele înregistate de aceste echipe în meciurile cu echipele ce au terminat pe locurile 1-12.

## Baraj
Cele 21 de meciuri de baraj pentru a stabili promovatele în Liga a III-a au avut loc la data de 15 iunie 2011 la ora 17:30. Meciurile s-au disputat pe stadioane neutre între cele 42 de echipe câștigătoare ale seriilor Ligii a IV-a. 
| FCM Dorohoi                    | 2 - 1 | FCM Huși                      |
| CS Sevișul Șelimbăr            | 1 - 2 | CS Rucăr Argeș                |
| CS Ralbex Progresul Turcinești | 3 - 2 | CS Sopot                      |
| CS Gloria Reșița               | 1 - 0 | CS Dunărea Pristol            |
| CS Flacăra Făget               | 1 - 0 | CS Jiul Petroșani             |
| CS Unirea Valea lui Mihai      | 5 - 0 | CS Marmația Sighetu Marmației |
| CS Vladimirescu 2003           | 2 - 0 | AS Performanța Alba Iulia     |

| FC Olimpia Satu Mare           | 6 - 0 | CS Meseșul Treznea      |
| CS Voința Livezile             | 3 - 2 | AS Leii Tritenii de Jos |
| FC Damila Măciuca              | 1 - 0 | AS Recolta Stoicănești  |
| CS Forex Brașov                | 2 - 4 | CS Atletic Fieni        |
| CS Metaloglobus București      | 1 - 2 | CS Rapid Clejani        |
| CS Energia Girov               | 0 - 1 | AS Rapid Dumești        |
| CSM ASA Militar Miercurea Ciuc | 2 - 4 | CS Caiuți               |

| CS Național Golești        | 4 - 1 | CS Metalul Toflea       |
| CS Eolica Baia             | 6 - 3 | CS Venus Independența   |
| CS Pestera                 | 1 - 2 | CS Conpet Cireșu        |
| CS Luceafarul C.A. Rosetti | 0 - 2 | CS Viitorul Axintele    |
| FC Zagon                   | 4 - 5 | CS Prahova Tomșani 2010 |
| FC Lindab Ștefănești       | 3 - 1 | CS Viața Nouă           |
| CS Sporting Suceava        | 2 - 1 | FCM II Târgu Mureș      |

## Clasament
Criterii de departajare echipelor în clasament
1. numărul de puncte;
2. rezultatul întâlnirilor directe;
3. golaverajul din întâlnirile directe;
4. golurile marcate în întâlnirile directe;
5. golurile marcate în deplasare în întâlnirile directe;
6. golaverajul;
7. numărul de goluri marcate în campionat;

### Seria I
| Poz | Echipa                    | MJ | V  | E | Î  | GM | GP | G   | Pct | Promovare sau retrogradare           | Rezultat direct             |
| --- | ------------------------- | -- | -- | - | -- | -- | -- | --- | --- | ------------------------------------ | --------------------------- |
| 1   | Rapid CFR Suceava (C) (P) | 28 | 19 | 6 | 3  | 60 | 20 | +40 | 63  | Format:Fb competiție 2012–13 Liga II |                             |
| 2   | ASC Bacău                 | 28 | 19 | 5 | 4  | 53 | 16 | +37 | 62  |                                      |                             |
| 3   | Petrotub Roman            | 28 | 14 | 7 | 7  | 51 | 29 | +22 | 49  |                                      |                             |
| 4   | CSM Râmnicu Sărat         | 28 | 14 | 5 | 9  | 45 | 29 | +16 | 47  |                                      |                             |
| 5   | Sporting Suceava          | 28 | 13 | 6 | 9  | 42 | 35 | +7  | 45  |                                      |                             |
| 6   | Aerostar                  | 28 | 13 | 4 | 11 | 31 | 26 | +5  | 43  |                                      |                             |
| 7   | CS Panciu                 | 28 | 11 | 8 | 9  | 28 | 32 | −4  | 41  |                                      |                             |
| 8   | Dorohoi                   | 28 | 11 | 7 | 10 | 38 | 31 | +7  | 40  |                                      |                             |
| 9   | Oțelul II Galați          | 28 | 11 | 6 | 11 | 48 | 47 | +1  | 39  |                                      |                             |
| 10  | Pașcani                   | 28 | 10 | 6 | 12 | 26 | 37 | −11 | 36  |                                      |                             |
| 11  | Ceahlăul II               | 28 | 9  | 5 | 14 | 35 | 50 | −15 | 32  |                                      |                             |
| 12  | Focșani                   | 28 | 6  | 6 | 16 | 16 | 41 | −25 | 24  | POL 2–3 FOC FOC 1–0 POL              |                             |
| 13  | Politehnica Galați (R)    | 28 | 7  | 3 | 18 | 38 | 56 | −18 | 24  | POL 2–3 FOC FOC 1–0 POL              | Retrogradare în Liga a IV-a |
| 14  | Cetatea Târgu Neamț (R)   | 28 | 5  | 8 | 15 | 21 | 48 | −27 | 23  |                                      | Retrogradare în Liga a IV-a |
| 15  | ABC Stoicescu (R)         | 28 | 5  | 4 | 19 | 24 | 68 | −44 | 19  |                                      | Retrogradare în Liga a IV-a |
| 16  | Odorheiu Secuiesc (R)     | 0  | 0  | 0 | 0  | 0  | 0  | 0   | 01  |                                      | Retrogradare în Liga a IV-a |

Ultima actualizare: 1 iunie 2012
Sursa: FRF ro
Reguli de clasare: 
1) puncte; 2) diferența de goluri; 3) goluri marcate.
1AFC Odorheiu Secuiesc s-a retras din campionat înainte de a începe.
POZ = Poziția în clasament; (C) = Campioană; (R) = Retrogradată; (P) = Promovată; (E) = Eliminată; (O) = Câștigătoare de play-off; (A) = Avansează în runda următoare. 
Aplicabil doar când sezonul nu este terminat: 
(Q) = Calificare în faza competiției indicată; (TQ) = Calificare în competiție, dar încă nu în faza indicată; (RQ) = Calificată în competiția de retrogradare indicată; (DQ) = Descalificată din competiție.

### Seria II
| Poz | Echipa                     | MJ | V  | E | Î  | GM | GP | G   | Pct | Promovare sau retrogradare           | Rezultat direct |
| --- | -------------------------- | -- | -- | - | -- | -- | -- | --- | --- | ------------------------------------ | --------------- |
| 1   | Unirea Slobozia (C) (P)    | 28 | 21 | 5 | 2  | 57 | 15 | +42 | 68  | Format:Fb competiție 2012–13 Liga II |                 |
| 2   | Afumați                    | 28 | 18 | 4 | 6  | 53 | 19 | +34 | 58  |                                      |                 |
| 3   | ACS Berceni                | 28 | 17 | 5 | 6  | 47 | 25 | +22 | 56  |                                      |                 |
| 4   | CS Ștefănești⁠(d)           | 28 | 14 | 7 | 7  | 49 | 24 | +25 | 49  | VII 0-2 ȘTE ȘTE 1–2 VII              |                 |
| 5   | Viitorul Axintele          | 28 | 15 | 4 | 9  | 39 | 22 | +17 | 49  | VII 0-2 ȘTE ȘTE 1–2 VII              |                 |
| 6   | Voluntari                  | 28 | 12 | 5 | 11 | 34 | 31 | +3  | 41  |                                      |                 |
| 7   | CS Balotești               | 28 | 10 | 8 | 10 | 34 | 29 | +5  | 38  |                                      |                 |
| 8   | Viitorul Chirnogi          | 28 | 10 | 7 | 11 | 30 | 39 | −9  | 37  |                                      |                 |
| 9   | Eolica Baia                | 28 | 10 | 5 | 13 | 28 | 41 | −13 | 35  | TUN 2-1 EOL EOL 3–1 TUN              |                 |
| 10  | CS Tunari                  | 28 | 10 | 5 | 13 | 31 | 33 | −2  | 35  | TUN 2-1 EOL EOL 3–1 TUN              |                 |
| 11  | Rapid II București         | 28 | 10 | 4 | 14 | 36 | 41 | −5  | 34  |                                      |                 |
| 12  | Dunărea Călărași           | 28 | 8  | 6 | 14 | 32 | 45 | −13 | 30  |                                      |                 |
| 13  | Conpet Cireșu (R)          | 28 | 6  | 5 | 17 | 28 | 51 | −23 | 23  | Retrogradare în Liga a IV-a          |                 |
| 14  | Comprest GIM București (R) | 28 | 5  | 6 | 17 | 21 | 52 | −31 | 21  | Retrogradare în Liga a IV-a          |                 |
| 15  | CS Eforie (R)              | 28 | 5  | 2 | 21 | 11 | 63 | −52 | 172 | Retrogradare în Liga a IV-a          |                 |
| 16  | Phoenix Ulmu (R)           | 0  | 0  | 0 | 0  | 0  | 0  | 0   | 01  | Retrogradare în Liga a IV-a          |                 |

Ultima actualizare: 1 iunie 2012
Sursa: FRF ro
Reguli de clasare: 
1) puncte; 2) diferența de goluri; 3) goluri marcate.
1Phoenix Ulmu s-a retras din campionat în tur și toate rezultatele i-au fost anulate.
2CS Eforie s-a retras din campionat în retur și a pierdut toate meciurile rămase cu 3-0.
POZ = Poziția în clasament; (C) = Campioană; (R) = Retrogradată; (P) = Promovată; (E) = Eliminată; (O) = Câștigătoare de play-off; (A) = Avansează în runda următoare. 
Aplicabil doar când sezonul nu este terminat: 
(Q) = Calificare în faza competiției indicată; (TQ) = Calificare în competiție, dar încă nu în faza indicată; (RQ) = Calificată în competiția de retrogradare indicată; (DQ) = Descalificată din competiție.

### Seria III
| Poz | Echipa                            | MJ | V  | E | Î  | GM | GP | G   | Pct | Promovare sau retrogradare           | Rezultat direct         |
| --- | --------------------------------- | -- | -- | - | -- | -- | -- | --- | --- | ------------------------------------ | ----------------------- |
| 1   | Buftea (C) (P)                    | 26 | 15 | 6 | 5  | 47 | 23 | +24 | 51  | Format:Fb competiție 2012–13 Liga II | BUF 4-2 VII VII 2-1 BUF |
| 2   | Viitorul Domnești                 | 26 | 16 | 3 | 7  | 33 | 21 | +12 | 51  |                                      | BUF 4-2 VII VII 2-1 BUF |
| 3   | Chimia Brazi                      | 26 | 14 | 5 | 7  | 48 | 19 | +29 | 47  |                                      |                         |
| 4   | Conpet Ploiești                   | 26 | 13 | 6 | 7  | 42 | 25 | +17 | 45  | CON 3-1 URB URB 1–2 CON              |                         |
| 5   | Urban Titu                        | 26 | 14 | 3 | 9  | 43 | 27 | +16 | 45  | CON 3-1 URB URB 1–2 CON              |                         |
| 6   | Inter Clinceni                    | 26 | 13 | 2 | 11 | 31 | 31 | 0   | 41  |                                      |                         |
| 7   | Concordia II Chiajna              | 26 | 11 | 7 | 8  | 37 | 31 | +6  | 40  | CON 4-1 FIL FIL 1–1 CON              |                         |
| 8   | Filipeștii de Pădure              | 26 | 12 | 4 | 10 | 38 | 38 | 0   | 40  | CON 4-1 FIL FIL 1–1 CON              |                         |
| 9   | CSM Alexandria                    | 26 | 11 | 6 | 9  | 38 | 33 | +5  | 39  |                                      |                         |
| 10  | CSO Plopeni                       | 26 | 11 | 4 | 11 | 40 | 34 | +6  | 37  | PRA 0-1 PLO PLO 2–2 PRA              |                         |
| 11  | Prahova Tomșani                   | 26 | 11 | 4 | 11 | 36 | 29 | +7  | 37  | PRA 0-1 PLO PLO 2–2 PRA              |                         |
| 12  | Dunărea Turris Turnu Măgurele (R) | 25 | 4  | 6 | 15 | 16 | 42 | −26 | 182 | Retrogradare în Liga a IV-a          |                         |
| 13  | Sportul Studențesc II București   | 26 | 3  | 2 | 21 | 24 | 72 | −48 | 11  |                                      |                         |
| 14  | Argeșul Mihăilești (R)            | 25 | 2  | 4 | 19 | 21 | 69 | −48 | 102 | Retrogradare în Liga a IV-a          |                         |
| 15  | Rapid Clejani (R)                 | 0  | 0  | 0 | 0  | 0  | 0  | 0   | 01  | Retrogradare în Liga a IV-a          |                         |
| 16  | Atletic Fieni (R)                 | 0  | 0  | 0 | 0  | 0  | 0  | 0   | 01  | Retrogradare în Liga a IV-a          |                         |

Ultima actualizare: 1 iunie 2012
Sursa: FRF ro
Reguli de clasare: 
1) puncte; 2) diferența de goluri; 3) goluri marcate.
1Atletic Fieni și Rapid Clejani s-au retras din campionat în timpul turului și toate rezultatele echipelir au fost anulate.
2Argeșul Mihăilești și Dunărea Turris Turnu Măgurele s-au retras din campionat în retur și au pierdut toate meciurile rămase cu 3-0.
POZ = Poziția în clasament; (C) = Campioană; (R) = Retrogradată; (P) = Promovată; (E) = Eliminată; (O) = Câștigătoare de play-off; (A) = Avansează în runda următoare. 
Aplicabil doar când sezonul nu este terminat: 
(Q) = Calificare în faza competiției indicată; (TQ) = Calificare în competiție, dar încă nu în faza indicată; (RQ) = Calificată în competiția de retrogradare indicată; (DQ) = Descalificată din competiție.

### Seria IV
| Poz | Echipa                   | MJ | V  | E  | Î  | GM | GP | G   | Pct | Promovare sau retrogradare           | Rezultat direct         |
| --- | ------------------------ | -- | -- | -- | -- | -- | -- | --- | --- | ------------------------------------ | ----------------------- |
| 1   | Damila Măciuca (C) (P)   | 30 | 18 | 6  | 6  | 50 | 25 | +25 | 60  | Format:Fb competiție 2012–13 Liga II |                         |
| 2   | Minerul Motru            | 30 | 15 | 9  | 6  | 49 | 23 | +26 | 54  |                                      | CAR 0-1 MIN MIN 1–0 CAR |
| 3   | FC Caracal               | 30 | 15 | 9  | 6  | 41 | 24 | +17 | 54  |                                      | CAR 0-1 MIN MIN 1–0 CAR |
| 4   | Girom Albota             | 30 | 14 | 6  | 10 | 35 | 26 | +9  | 48  |                                      |                         |
| 5   | Vișina Nouă              | 30 | 14 | 4  | 12 | 33 | 27 | +6  | 46  | VIS 1-0 CIS CIS 0–1 VIS              |                         |
| 6   | Cisnădie                 | 30 | 13 | 7  | 10 | 42 | 29 | +13 | 46  | VIS 1-0 CIS CIS 0–1 VIS              |                         |
| 7   | Jiul Rovinari            | 30 | 13 | 7  | 10 | 44 | 28 | +16 | 441 |                                      |                         |
| 8   | Gaz Metan II Mediaș      | 30 | 12 | 4  | 14 | 27 | 36 | −9  | 40  | MET 1-3 GAZ GAZ 0–1 MET              |                         |
| 9   | Metaloglobus             | 29 | 12 | 4  | 13 | 34 | 36 | −2  | 40  | MET 1-3 GAZ GAZ 0–1 MET              |                         |
| 10  | SC Minerul Jilț Mătăsari | 30 | 9  | 11 | 10 | 33 | 29 | +4  | 38  | PAN 0-0 MIN MIN 0–0 PAN              |                         |
| 11  | Pandurii II Târgu Jiu    | 30 | 10 | 8  | 12 | 32 | 44 | −12 | 38  | PAN 0-0 MIN MIN 0–0 PAN              |                         |
| 12  | Târgoviște               | 30 | 10 | 7  | 13 | 28 | 35 | −7  | 37  |                                      |                         |
| 13  | Oltchim Râmnicu Vâlcea   | 29 | 10 | 6  | 13 | 33 | 38 | −5  | 36  |                                      |                         |
| 14  | Prometeu Craiova (R)     | 30 | 9  | 8  | 13 | 30 | 39 | −9  | 35  | Retrogradare în Liga a IV-a          |                         |
| 15  | Vedița Colonești⁠(d) (R)  | 30 | 7  | 4  | 19 | 26 | 64 | −38 | 25  | Retrogradare în Liga a IV-a          |                         |
| 16  | Ghecon Lăpușata (R)      | 30 | 6  | 4  | 20 | 27 | 61 | −34 | 22  | Retrogradare în Liga a IV-a          |                         |

Ultima actualizare: 2 iunie 2012
Sursa: FRF ro
Reguli de clasare: 
1) puncte; 2) diferența de goluri; 3) goluri marcate.
1În urma unei decizii a Comisie de Disciplină, CS Jiu Rovinari a fost penalizată cu 2 puncte.
POZ = Poziția în clasament; (C) = Campioană; (R) = Retrogradată; (P) = Promovată; (E) = Eliminată; (O) = Câștigătoare de play-off; (A) = Avansează în runda următoare. 
Aplicabil doar când sezonul nu este terminat: 
(Q) = Calificare în faza competiției indicată; (TQ) = Calificare în competiție, dar încă nu în faza indicată; (RQ) = Calificată în competiția de retrogradare indicată; (DQ) = Descalificată din competiție.

### Seria V
| Poz | Echipa                             | MJ | V  | E | Î  | GM | GP | G   | Pct | Promovare sau retrogradare                      | Rezultat direct             |
| --- | ---------------------------------- | -- | -- | - | -- | -- | -- | --- | --- | ----------------------------------------------- | --------------------------- |
| 1   | Recaș (C) (P)                      | 30 | 22 | 4 | 4  | 64 | 19 | +45 | 70  | Format:Fb competiție 2012–13 Liga II            |                             |
| 2   | FC Hunedoara                       | 30 | 18 | 7 | 5  | 54 | 18 | +36 | 61  |                                                 |                             |
| 3   | CF Bihorul Beiuș                   | 30 | 16 | 5 | 9  | 55 | 42 | +13 | 53  |                                                 |                             |
| 4   | Politehnica II Timișoara           | 30 | 15 | 5 | 10 | 68 | 49 | +19 | 50  |                                                 |                             |
| 5   | Jiul Petroșani                     | 30 | 14 | 7 | 9  | 43 | 29 | +14 | 49  | JIU 0-0 CFR CFR 1–2 JIU                         |                             |
| 6   | CFR Marmosim Simeria               | 30 | 14 | 7 | 9  | 49 | 34 | +15 | 49  | JIU 0-0 CFR CFR 1–2 JIU                         |                             |
| 7   | Caransebeș                         | 30 | 14 | 6 | 10 | 46 | 42 | +4  | 48  |                                                 |                             |
| 8   | Școlar Reșița                      | 30 | 14 | 5 | 11 | 40 | 31 | +9  | 47  |                                                 |                             |
| 9   | Național Sebiș                     | 30 | 11 | 7 | 12 | 36 | 36 | 0   | 40  |                                                 |                             |
| 10  | CS Vladimirescu                    | 30 | 12 | 2 | 16 | 44 | 59 | −15 | 38  | MIL 0-2 VLA VLA 3–1 MIL                         |                             |
| 11  | Millenium Giarmata⁠(d)              | 30 | 11 | 5 | 14 | 40 | 56 | −16 | 38  | MIL 0-2 VLA VLA 3–1 MIL                         |                             |
| 12  | Unirea Valea lui Mihai             | 30 | 11 | 4 | 15 | 40 | 42 | −2  | 37  |                                                 |                             |
| 13  | Flacăra Făget                      | 30 | 8  | 5 | 17 | 38 | 57 | −19 | 29  | FLA: 7 pts, 6–4 NUO: 6 pts, 5–3 GLO: 4 pts, 3–7 |                             |
| 14  | Nuova Mama Mia Becicherecu Mic (R) | 30 | 9  | 2 | 19 | 34 | 42 | −8  | 29  | FLA: 7 pts, 6–4 NUO: 6 pts, 5–3 GLO: 4 pts, 3–7 | Retrogradare în Liga a IV-a |
| 15  | Gloria CTP Arad (R)                | 30 | 7  | 8 | 15 | 28 | 45 | −17 | 29  | FLA: 7 pts, 6–4 NUO: 6 pts, 5–3 GLO: 4 pts, 3–7 | Retrogradare în Liga a IV-a |
| 16  | Gloria Reșița (R)                  | 30 | 2  | 5 | 23 | 14 | 92 | −78 | 11  |                                                 | Retrogradare în Liga a IV-a |

Ultima actualizare: 1 iunie 2012
Sursa: FRF ro
Reguli de clasare: 
1) puncte; 2) diferența de goluri; 3) goluri marcate.
POZ = Poziția în clasament; (C) = Campioană; (R) = Retrogradată; (P) = Promovată; (E) = Eliminată; (O) = Câștigătoare de play-off; (A) = Avansează în runda următoare. 
Aplicabil doar când sezonul nu este terminat: 
(Q) = Calificare în faza competiției indicată; (TQ) = Calificare în competiție, dar încă nu în faza indicată; (RQ) = Calificată în competiția de retrogradare indicată; (DQ) = Descalificată din competiție.

### Seria VI
| Poz | Echipa                 | MJ | V  | E | Î  | GM | GP | G   | Pct | Promovare sau retrogradare           |
| --- | ---------------------- | -- | -- | - | -- | -- | -- | --- | --- | ------------------------------------ |
| 1   | Corona Brașov (C) (P)  | 30 | 23 | 5 | 2  | 59 | 8  | +51 | 74  | Format:Fb competiție 2012–13 Liga II |
| 2   | Olimpia Satu Mare      | 30 | 23 | 2 | 5  | 57 | 22 | +35 | 71  |                                      |
| 3   | Unirea Tărlungeni      | 30 | 18 | 5 | 7  | 55 | 29 | +26 | 59  |                                      |
| 4   | FC Zalău               | 30 | 16 | 4 | 10 | 44 | 39 | +5  | 52  |                                      |
| 5   | Avântul Reghin         | 30 | 15 | 5 | 10 | 38 | 34 | +4  | 50  |                                      |
| 6   | Seso Câmpia Turzii     | 30 | 15 | 4 | 11 | 43 | 33 | +10 | 49  |                                      |
| 7   | Unirea Florești        | 30 | 15 | 3 | 12 | 47 | 40 | +7  | 48  |                                      |
| 8   | Universitatea II Cluj  | 30 | 13 | 6 | 11 | 52 | 38 | +14 | 45  |                                      |
| 9   | Unirea Ungheni         | 30 | 13 | 2 | 15 | 48 | 54 | −6  | 41  |                                      |
| 10  | CFR II Cluj            | 30 | 11 | 6 | 13 | 48 | 43 | +5  | 39  |                                      |
| 11  | Sănătatea Cluj         | 30 | 10 | 7 | 13 | 44 | 46 | −2  | 37  |                                      |
| 12  | Unirea Dej             | 30 | 9  | 6 | 15 | 34 | 52 | −18 | 33  |                                      |
| 13  | Voința Livezile        | 30 | 8  | 7 | 15 | 35 | 47 | −12 | 31  |                                      |
| 14  | Zlatna (R)             | 30 | 6  | 5 | 19 | 25 | 61 | −36 | 23  | Retrogradare în Liga a IV-a          |
| 15  | FCM Târgu Mureș II (R) | 30 | 4  | 4 | 22 | 24 | 69 | −45 | 16  | Retrogradare în Liga a IV-a          |
| 16  | Gloria II Bistrița (R) | 30 | 4  | 3 | 23 | 33 | 71 | −38 | 15  | Retrogradare în Liga a IV-a          |

Ultima actualizare: 1 iunie 2012
Sursa: FRF ro
Reguli de clasare: 
1) puncte; 2) diferența de goluri; 3) goluri marcate.
POZ = Poziția în clasament; (C) = Campioană; (R) = Retrogradată; (P) = Promovată; (E) = Eliminată; (O) = Câștigătoare de play-off; (A) = Avansează în runda următoare. 
Aplicabil doar când sezonul nu este terminat: 
(Q) = Calificare în faza competiției indicată; (TQ) = Calificare în competiție, dar încă nu în faza indicată; (RQ) = Calificată în competiția de retrogradare indicată; (DQ) = Descalificată din competiție.